# Mitt i all min egen strävan
Mitt i all min egen strävan är en kanadensisk psalm med text av Samuel Rees som översattes 1912 till svenska av David Wickberg. Musiken är skriven före 1887 av Rowland Hugh Prichard, melodin som kallas "Hyfrydol" används även till sången Halleluja! Sjung om Jesus.

## Publicerad i
- Frälsningsarméns sångbok 1929 som nr 128 under rubriken "Helgelse - Helgelsens verk".
- Musik till Frälsningsarméns sångbok 1930 som nr 128.
- Frälsningsarméns sångbok 1968 som nr 201 under rubriken "Helgelse".
- Frälsningsarméns sångbok 1990 som nr 434 under rubriken "Helgelse".